# Kaspars Daugaviņš
Kaspars Daugaviņš, född 18 maj 1988 i Riga, är en lettisk professionell ishockeyspelare som spelar för Torpedo Nizjnij Novgorod i KHL. Han har tidigare representerat Ottawa Senators och Boston Bruins i NHL.
Daugaviņš draftades i tredje rundan i 2006 års draft av Ottawa Senators som 91:a spelare totalt.